# Aachener Turn- und Sportverein Alemannia 1900 1962-1963
Questa voce raccoglie le informazioni riguardanti l'Aachener Turn- und Sportverein Alemannia 1900 nelle competizioni ufficiali della stagione 1962-1963.

## Stagione
Nella stagione 1962-1963 l'Alemannia, allenato da Oswald Pfau, concluse il campionato di Oberliga ovest al 5º posto.

## Rosa
| N. |                     | Ruolo | Calciatore         |
| -- | ------------------- | ----- | ------------------ |
|    | Croazia (bandiera)  | P     | Vladimir Beara     |
|    | Germania (bandiera) | P     | Günter Knops       |
|    | Germania (bandiera) | P     | Heinz Schors       |
|    | Germania (bandiera) | D     | Herbert Krisp      |
|    | Germania (bandiera) | D     | Werner Nievelstein |
|    | Germania (bandiera) | D     | Josef Thelen       |
|    | Croazia (bandiera)  | D     | Branko Zebec       |
|    | Germania (bandiera) | C     | Jürgen Baurmann    |
|    | Germania (bandiera) | C     | Christian Breuer   |
|    | Germania (bandiera) | C     | Herbert Kriescher  |
|    | Germania (bandiera) | C     | Teddy Laumann      |
|    | Germania (bandiera) | C     | Josef Martinelli   |
|    | Germania (bandiera) | C     | Manfred Nolden     |

| N. |                     | Ruolo | Calciatore           |
| -- | ------------------- | ----- | -------------------- |
|    | Germania (bandiera) | C     | Heinz Willms         |
|    | Germania (bandiera) | A     | Willi Bergstein      |
|    | Germania (bandiera) | A     | Hans Broichhausen    |
|    | Germania (bandiera) | A     | Hans-Dieter Esser    |
|    | Germania (bandiera) | A     | Manfred Frauenkron   |
|    | Germania (bandiera) | A     | Alfred Glenski       |
|    | Germania (bandiera) | A     | Horst-Dieter Gnielka |
|    | Germania (bandiera) | A     | Kurt Grajewski       |
|    | Germania (bandiera) | A     | Hans-Josef Knauf     |
|    | Germania (bandiera) | A     | Hans Lipka           |
|    | Germania (bandiera) | A     | Albert Schönen       |
|    | Germania (bandiera) | A     | Bernhard Schwier     |

## Organigramma societario
Area tecnica
- Allenatore: Oswald Pfau
- Allenatore in seconda:
- Preparatore dei portieri:
- Preparatori atletici:
- Analisi video:

## Calciomercato

### Sessione estiva
| Acquisti | Acquisti             | Acquisti                | Acquisti |
| R.       | Nome                 | da                      | Modalità |
| -------- | -------------------- | ----------------------- | -------- |
| C        | Christian Breuer     | Colonia                 |          |
| A        | Hans Broichhausen    | Alemannia Aquisgrana II |          |
| A        | Horst-Dieter Gnielka | Hertha Berlino          |          |
| A        | Hans Lipka           | Sodingen                |          |
| A        | Bernhard Schwier     | Viktoria Colonia        |          |

| Cessioni | Cessioni       | Cessioni        | Cessioni |
| R.       | Nome           | a               | Modalità |
| -------- | -------------- | --------------- | -------- |
| A        | Dieter Gresens | Reutlingen      |          |
| C        | Willi Krämer   | SG GFC Düren 99 |          |
| D        | Werner Stein   | Wormatia Worms  |          |

## Risultati

### Oberliga ovest

#### Girone di andata
| Arbitro: | Hackforth |

|                                    |           |                       |
| Volberg 7’ Wolfframm 26’ Meyer 67’ | Marcatori | 27’ Zebec 78’ Glenski |

| Arbitro: | Epping |

|                              |           |                                         |
| Glenski 36’ Schwier 45’, 72’ | Marcatori | 4’ Walenciak 21’ Heidemann 44’ Danzberg |

| Arbitro: | Schubring |

|                        |           |             |
| Schulz 12’ Kobluhn 69’ | Marcatori | 43’ Schönen |

| Arbitro: | Wortmann |

|  |           |                |
|  | Marcatori | 3’, 16’ Tönges |

| Arbitro: | Baumgärtel |

|                            |           |                |
| Kremer 27’, 56’ Schult 42’ | Marcatori | 37’, 82’ Esser |

| Aquisgrana 23 settembre 1962 6ª giornata | Alemannia Aquisgrana | 0 – 0 referto | Schalke 04 | Stadio Tivoli (25 000 spett.)\| Arbitro: \| Pescher \| |
| Arbitro:                                 | Pescher              |               |            |                                                        |

| Arbitro: | Hense |

|                                             |           |                                   |
| Cyliax 23’, 38’, 89’ Schmidt 61’ Schütz 85’ | Marcatori | 2’ Esser 6’ Bergstein 77’ Schwier |

| Arbitro: | Höfer |

|           |           |         |
| Esser 22’ | Marcatori | 3’ Dörr |

| Arbitro: | Schleißner |

|           |           |  |
| Lipka 55’ | Marcatori |  |

| Arbitro: | Hackforth |

|                 |           |             |
| Heydenreich 14’ | Marcatori | 45’ Glenski |

| Arbitro: | Hense |

|                                     |           |          |
| Breuer 53’ (rig.) Krämer 64’ (aut.) | Marcatori | 25’ Wölk |

| Duisburg 3 novembre 1962 12ª giornata | Hamborn 07 | 0 – 0 referto | Alemannia Aquisgrana | August-Thyssen-Stadion (7 000 spett.)\| Arbitro: \| Wolf \| |
| Arbitro:                              | Wolf       |               |                      |                                                             |

| Arbitro: | Thier |

|                        |           |                                        |
| Schäfer 18’ Müller 62’ | Marcatori | 16’ Broichhausen 90’ (rig.) Martinelli |

| Arbitro: | Hillebrand |

|                            |           |              |
| Glenski 16’, 85’ Esser 49’ | Marcatori | 50’ Gehlisch |

| Arbitro: | Heß |

|                                               |           |                                          |
| Martinelli 9’ Bergstein 29’ Breuer 76’ (rig.) | Marcatori | 15’ (aut.) Nievelstein 33’, 35’ Trimhold |

#### Girone di ritorno
| Arbitro: | Wortmann |

|                          |           |  |
| Martinelli 30’ Lipka 74’ | Marcatori |  |

| Arbitro: | Thier |

|              |           |                                 |
| Versteeg 88’ | Marcatori | 7’ Lipka 69’ Breuer 70’ Glenski |

| Arbitro: | Mix |

|             |           |                      |
| Paschke 70’ | Marcatori | 15’ Lipka 46’ Breuer |

| Arbitro: | Weyland |

|                                                        |           |  |
| Bergstein 47’, 88’ Geisler 49’ (aut.) Broichhausen 86’ | Marcatori |  |

| Arbitro: | Hense |

|                                |           |  |
| Drewes 23’ Tybussek 68’ (rig.) | Marcatori |  |

| Arbitro: | Schubring |

|  |           |             |
|  | Marcatori | 45’ Glenski |

| Arbitro: | Hillebrand |

|                |           |           |
| Sondermann 70’ | Marcatori | 88’ Lipka |

| Arbitro: | Nawrocki |

|                                               |           |           |
| Bergstein 13’, 88’ Esser 26’, 63’ Glenski 82’ | Marcatori | 60’ Rinas |

| Arbitro: | Wolf |

|            |           |  |
| Nolden 52’ | Marcatori |  |

| Arbitro: | Fork |

|                     |           |  |
| Esser 33’ Lipka 54’ | Marcatori |  |

| Arbitro: | Hackforth |

|                                                 |           |                                                       |
| Esser 9’ Bergstein 24’, 49’, 53’ Lipka 29’, 62’ | Marcatori | 26’ Sundermann 64’ Braik 73’ (rig.) Klever 79’ Schult |

| Arbitro: | Bergau |

|             |           |                         |
| Clement 65’ | Marcatori | 37’, 56’, 75’ Bergstein |

| Arbitro: | Schörnich |

|                       |           |                   |
| Kreuz 7’ Gerhardt 65’ | Marcatori | 67’ (rig.) Breuer |

| Arbitro: | Vieler |

|              |           |               |
| Trimhold 43’ | Marcatori | 90’ Bergstein |

| Arbitro: | Silva |

|                         |           |                   |
| Bergstein 62’ Esser 73’ | Marcatori | 82’ (rig.) Biskup |

## Statistiche

### Statistiche di squadra
| Competizione   | Punti | In casa | In casa | In casa | In casa | In casa | In casa | In trasferta | In trasferta | In trasferta | In trasferta | In trasferta | In trasferta | Totale | Totale | Totale | Totale | Totale | Totale | DR  |
| Competizione   | Punti | G       | V       | N       | P       | Gf      | Gs      | G            | V            | N            | P            | Gf           | Gs           | G      | V      | N      | P      | Gf     | Gs     | DR  |
| -------------- | ----- | ------- | ------- | ------- | ------- | ------- | ------- | ------------ | ------------ | ------------ | ------------ | ------------ | ------------ | ------ | ------ | ------ | ------ | ------ | ------ | --- |
| Oberliga ovest | 37    | 15      | 10      | 4       | 1       | 35      | 17      | 15           | 4            | 5            | 6            | 23           | 25           | 30     | 14     | 9      | 7      | 58     | 42     | +16 |
| Totale         | 37    | 15      | 10      | 4       | 1       | 35      | 17      | 15           | 4            | 5            | 6            | 23           | 25           | 30     | 14     | 9      | 7      | 58     | 42     | +16 |

### Andamento in campionato
| Giornata  | 1  | 2  | 3  | 4  | 5  | 6  | 7  | 8  | 9  | 10 | 11 | 12 | 13 | 14 | 15 | 16 | 17 | 18 | 19 | 20 | 21 | 22 | 23 | 24 | 25 | 26 | 27 | 28 | 29 | 30 |
| --------- | -- | -- | -- | -- | -- | -- | -- | -- | -- | -- | -- | -- | -- | -- | -- | -- | -- | -- | -- | -- | -- | -- | -- | -- | -- | -- | -- | -- | -- | -- |
| Luogo     | T  | C  | T  | C  | T  | C  | T  | C  | C  | T  | C  | T  | T  | C  | C  | C  | T  | T  | C  | T  | T  | T  | C  | C  | C  | C  | T  | T  | T  | C  |
| Risultato | P  | N  | P  | P  | P  | N  | P  | N  | V  | N  | V  | N  | N  | V  | N  | V  | V  | V  | V  | P  | V  | N  | V  | V  | V  | V  | V  | P  | N  | V  |
| Posizione | 11 | 13 | 14 | 15 | 16 | 15 | 15 | 15 | 14 | 15 | 13 | 12 | 12 | 12 | 11 | 10 | 9  | 9  | 7  | 9  | 8  | 8  | 6  | 6  | 6  | 4  | 4  | 6  | 5  | 5  |

Legenda:

Luogo: C = Casa; T = Trasferta. Risultato: V = Vittoria; N = Pareggio; P = Sconfitta.

### Statistiche dei giocatori
| J. Baurmann     | 0  | 0  | 0 | 0 |
| V. Beara        | 9  | 0  | 0 | 0 |
| W. Bergstein    | 18 | 14 | 0 | 0 |
| C. Breuer       | 30 | 5  | 0 | 0 |
| H. Broichhausen | 20 | 2  | 0 | 1 |
| H. Esser        | 23 | 10 | 0 | 0 |
| M. Frauenkron   | 5  | 0  | 0 | 0 |
| A. Glenski      | 26 | 8  | 0 | 0 |
| H. Gnielka      | 5  | 0  | 0 | 0 |
| K. Grajewski    | 1  | 0  | 0 | 0 |
| H. Knauf        | 0  | 0  | 0 | 0 |
| G. Knops        | 14 | 0  | 0 | 0 |
| H. Kriescher    | 2  | 0  | 0 | 0 |
| H. Krisp        | 27 | 0  | 0 | 0 |
| T. Laumann      | 16 | 0  | 0 | 0 |
| H. Lipka        | 20 | 8  | 0 | 0 |
| J. Martinelli   | 30 | 3  | 0 | 0 |
| W. Nievelstein  | 30 | 0  | 0 | 0 |
| M. Nolden       | 1  | 1  | 0 | 0 |
| H. Schors       | 7  | 0  | 0 | 0 |
| B. Schwier      | 9  | 3  | 0 | 0 |
| A. Schönen      | 4  | 1  | 0 | 0 |
| J. Thelen       | 0  | 0  | 0 | 0 |
| H. Willms       | 6  | 0  | 0 | 0 |
| B. Zebec        | 27 | 1  | 0 | 0 |